# Юсупово (остановочный пункт)
Юсупово — остановочный пункт Орловско-Курского региона Московской железной дороги РЖД, на линии Льгов-Киевский — Подкосылев (106,5 км), расположенный в Ракитянском районе Белгородской области России.
Бывшая железнодорожная станция между узловыми станциями Льгов и Готня, построенная в 1910 году. Внесена в перечень памятников истории и архитектуры Белгородской области.

## История
Железная дорога, на которой расположена станция Юсупово, связывала Санкт-Петербург и Крым.
Данные земли принадлежали князьям Юсуповым, и дорогу, все вокзалы и хозяйственные постройки строили местные крестьяне.
Поэтому одну из станций назвали в честь Юсуповых.
В 1895 г. в Ракитном, имении князей Юсуповых, был построен сахарный завод. Для подвозки топлива, камня и других материалов, а также свеклы и вывоза сахара потребовались подъездные железнодорожные пути.
В 1896 г. князь Ф. Ф. Юсупов, сахарозаводчики Терещенко и Харитоненко организовали акционерное общество для строительства железной дороги от Сум до Белгорода.
Дорога была построена в 1901 году и получила название Белгород-Сумская.
Строительными работами с 1898 по 1901 гг. руководил инженер-путейщик И. А. Сумовский, один из директоров правления общества Белгород-Сумской железной дороги.
В 1907 г. было организовано другое общество по постройке дороги от станции Льгов Курской губернии до станции Лихая Екатеринославской губернии.
Эта дорога была названа Северо-Донецкой.
В 1910 г. было начато строительство, которым руководил инженер Л. Ф. Шухтан.
В месте пересечения двух железных дорог располагалась станция Готня, которая в 1911 г. стала узловой. Сумская сторона станции Готня имела 4 пути и принадлежала князю Юсупову, а Северо-Донецкая сторона — 7 путей и принадлежала акционерам.
В 1910 году была построена станция Юсупово: здание вокзала, жилые дома, мельница. Большинство работников станции были выходцами из сел Илёк-Кошары и Святославка.
Первыми жителями станции были стрелочники Иван Терентьевич Горбачев и Тихон Романович Артёменко.
Начальником станции Юсупово в то время был Н. Е. Титов.
После революции 1917 г. и победы советской власти Белгород-Сумская железная дорога была национализирована и присоединена к Южной железной дороге.

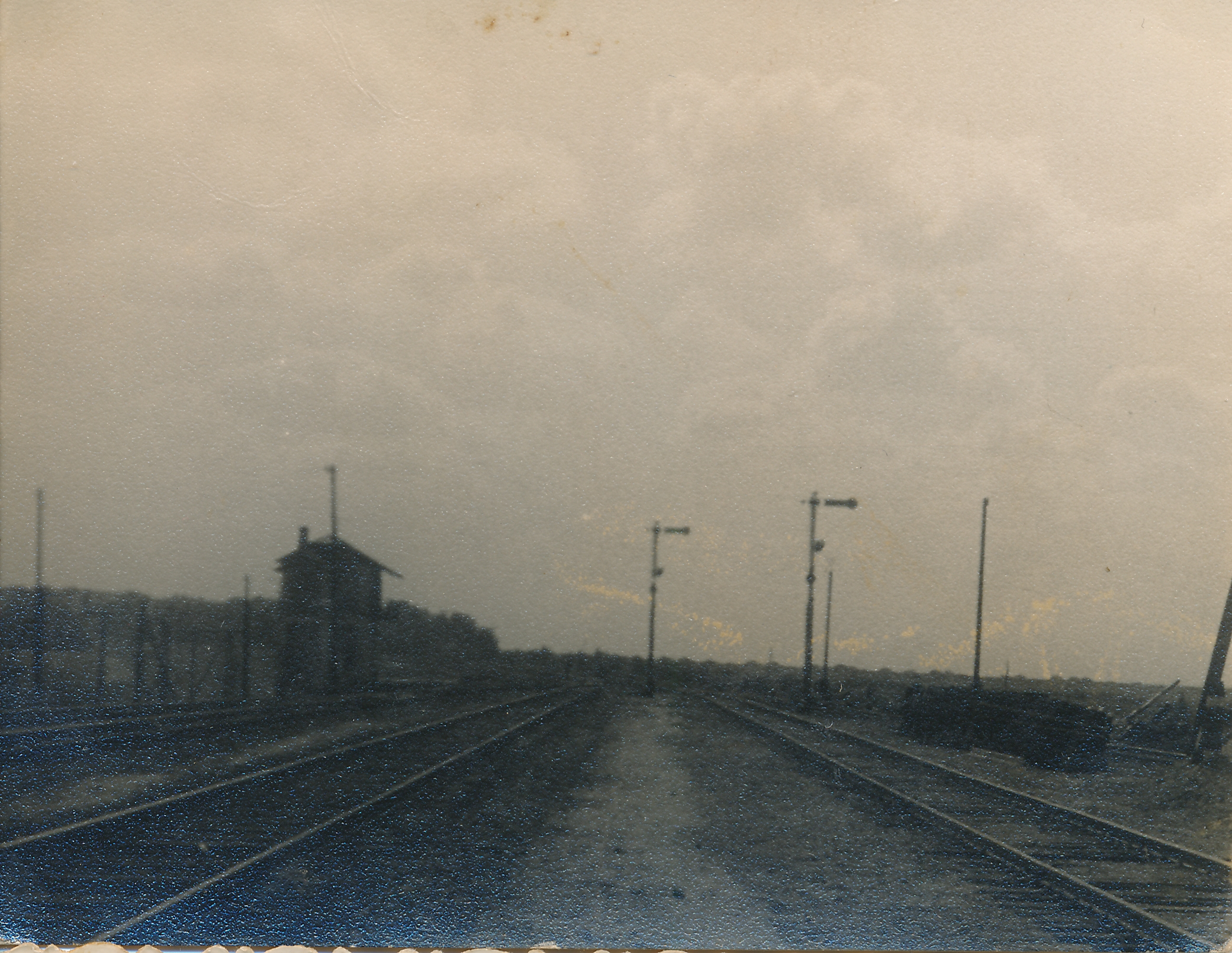
Выходная стрелочная горловина со станции Юсупово на станцию Готня, 1965 год

До 90-х годов 20 века на станции Юсупово было 2 главных пути, 2 дополнительных и 2 тупика, один из которых проходной, в котором осуществляли разгрузку вагонов с грузами, прибывавшими для нужд близлежащих колхозов.
В советское время кроме грузовых составов через станцию курсировали пассажирские поезда Ленинград-Жданов (Мариуполь), Брянск-Мариуполь, Брянск-Донецк, а также пригородные, называемые в просторечье «рабочими».
В летнее время проходили поезда из северной столицы в Адлер, Новороссийск, Симферополь, Севастополь, Батуми, Сухуми, а также следовавшие на юг поезда из Мурманска. По краям станции (горловинам) находились двухэтажные путевые посты, с которых дежурные стрелочных постов с помощью специальных устройств управляли семафорами.